# Yasuichi Ebina
Yasuichi Ebina –en japonés: 蝦名康, Ebina Yasuichi– es un deportista japonés que compitió en lucha grecorromana. Ganó una medalla de bronce en el Campeonato Mundial de Lucha de 1990 y una medalla de bronce en el Campeonato Asiático de Lucha de 1987.

## Palmarés internacional
| Campeonato Mundial  | Campeonato Mundial | Campeonato Mundial | Campeonato Mundial |
| Año                 | Lugar              | Medalla            | Categoría          |
| ------------------- | ------------------ | ------------------ | ------------------ |
| 1990                | Ostia (Italia)     | Medalla de bronce  | 48 kg              |
| Campeonato Asiático |                    |                    |                    |
| Año                 | Lugar              | Medalla            | Categoría          |
| 1987                | Bombay (India)     | Medalla de bronce  | 48 kg              |